# Centrale thermique de Sourgout 1
La centrale thermique de Sourgout 1 est une centrale thermique dans le District autonome de Khantys-Mansis en Russie.